# فروتویل، شهرستان کرن، کالیفرنیا
فروتویل (به انگلیسی: Fruitvale) یک منطقهٔ مسکونی در ایالات متحده آمریکا است که در شهرستان کرن، کالیفرنیا واقع شده‌است. فروتویل ۱۲۱ متر بالاتر از سطح دریا واقع شده‌است.